# Oxidercia nigrirena
Oxidercia nigrirena là một loài bướm đêm trong họ Noctuidae.